# Gare de Viarmes
La gare de Viarmes est une gare ferroviaire française de la ligne de Montsoult - Maffliers à Luzarches, située sur le territoire de la commune de Viarmes, dans le département du Val-d'Oise, en région Île-de-France.
Mise en service en 1880 par la Compagnie du Nord, c'est au XXIe siècle une gare de la SNCF desservie par des trains de la ligne H du Transilien.

## Situation ferroviaire
La gare de Viarmes se trouve sur les hauteurs au sud de l'agglomération, à proximité de la route départementale 909. Établie en limite nord de la plaine de France, à 123 m d'altitude, elle se situe au point kilométrique (PK) 31,466 de la ligne de Montsoult - Maffliers à Luzarches, courte antenne à voie unique de 11 km de long.
Elle constitue le troisième point d'arrêt de la ligne, après la gare de Belloy - Saint-Martin et précédant la halte de Seugy. Devenu un simple établissement de pleine ligne, il ne subsiste qu'une voie de passage et son quai latéral, sans le moindre appareil de voie.

## Histoire

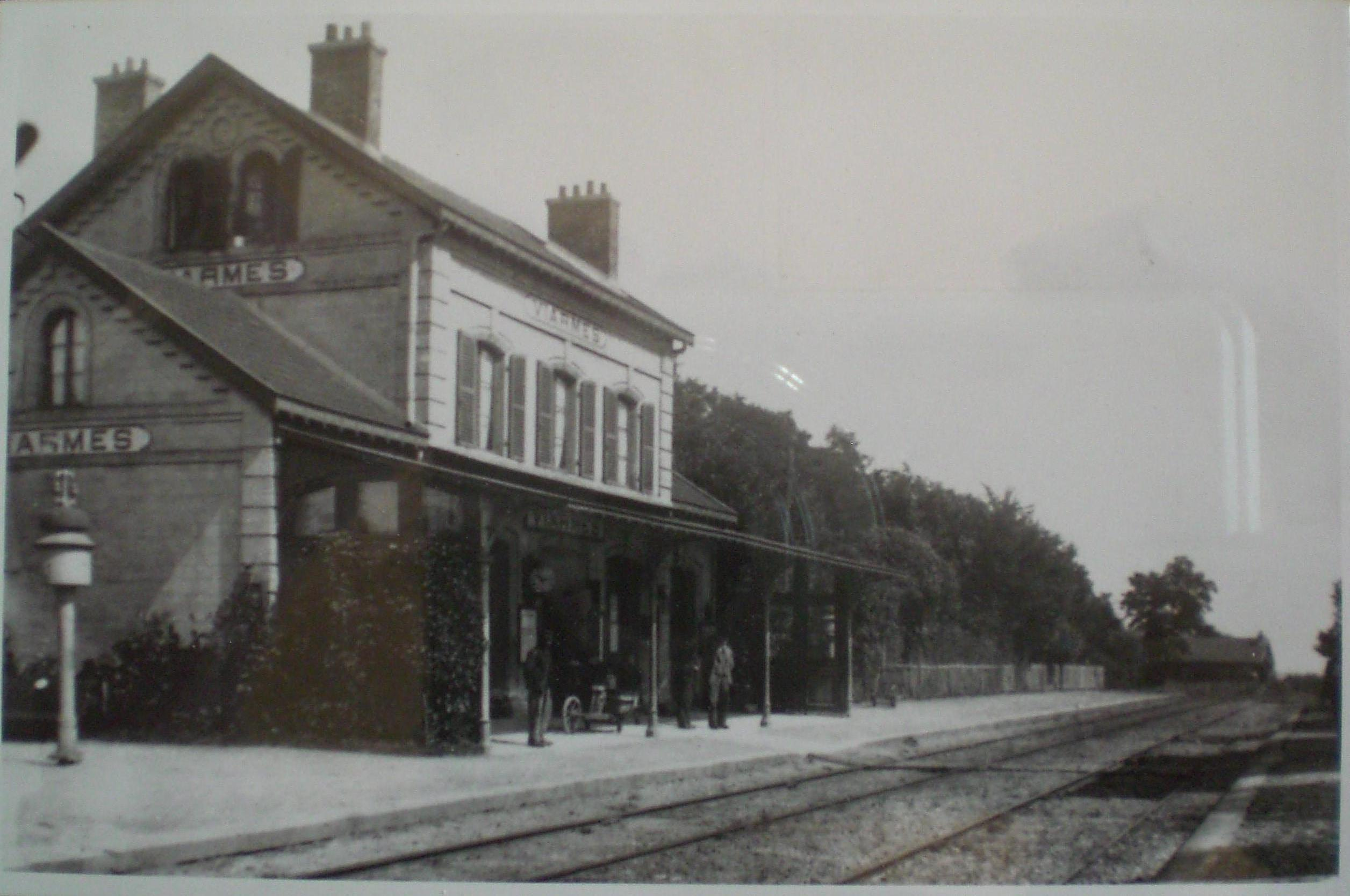
La gare, vers 1880.

La gare a été mise en service le 1er mai 1880 par la Compagnie des chemins de fer du Nord, lors de l'ouverture de la ligne de Montsoult - Maffliers à Luzarches. Elle est dotée d'un bâtiment des voyageurs d'un style classique et de type 1 selon les plans de la compagnie, dessiné par l'architecte M. Lejeune. Il est constitué d'un corps central à trois baies et doté de combles, encadré de deux ailes sans étage. Ce bâtiment se caractérise sur ses pignons par ses deux fenêtres gémellées en plein cintre, surmontées d'un oculus aveugle. Le quai comporte une marquise, fermée de chaque côté par une cloison dotée de petits carreaux. À l'extrémité orientale des installations de la gare, se situe le PN 19, et sa maison de garde.
Depuis le 1er janvier 1938, elle est exploitée par la Société nationale des chemins de fer français (SNCF). En 1960, jusqu'aux travaux d'électrification de la ligne, elle dispose encore de deux voies de passage desservies chacune par un quai, ainsi que d'une voie de garage en impasse.
En 2010, un guichet est ouvert du lundi au samedi de 6 h 25 à 13 h 30 et de 16 h à 20 h 40. Il est adapté pour les personnes handicapées, et dispose de boucles magnétiques pour personnes malentendantes. L'intérieur de la gare a bénéficié d'une légère rénovation. Néanmoins, le quai n'a pas été rehaussé pour l'accueil du « Francilien ».
En 2016, comme en 2015 et en 2014, selon les estimations de la SNCF, la fréquentation annuelle de la gare est de 259 200 voyageurs.

## Service des voyageurs

### Accueil

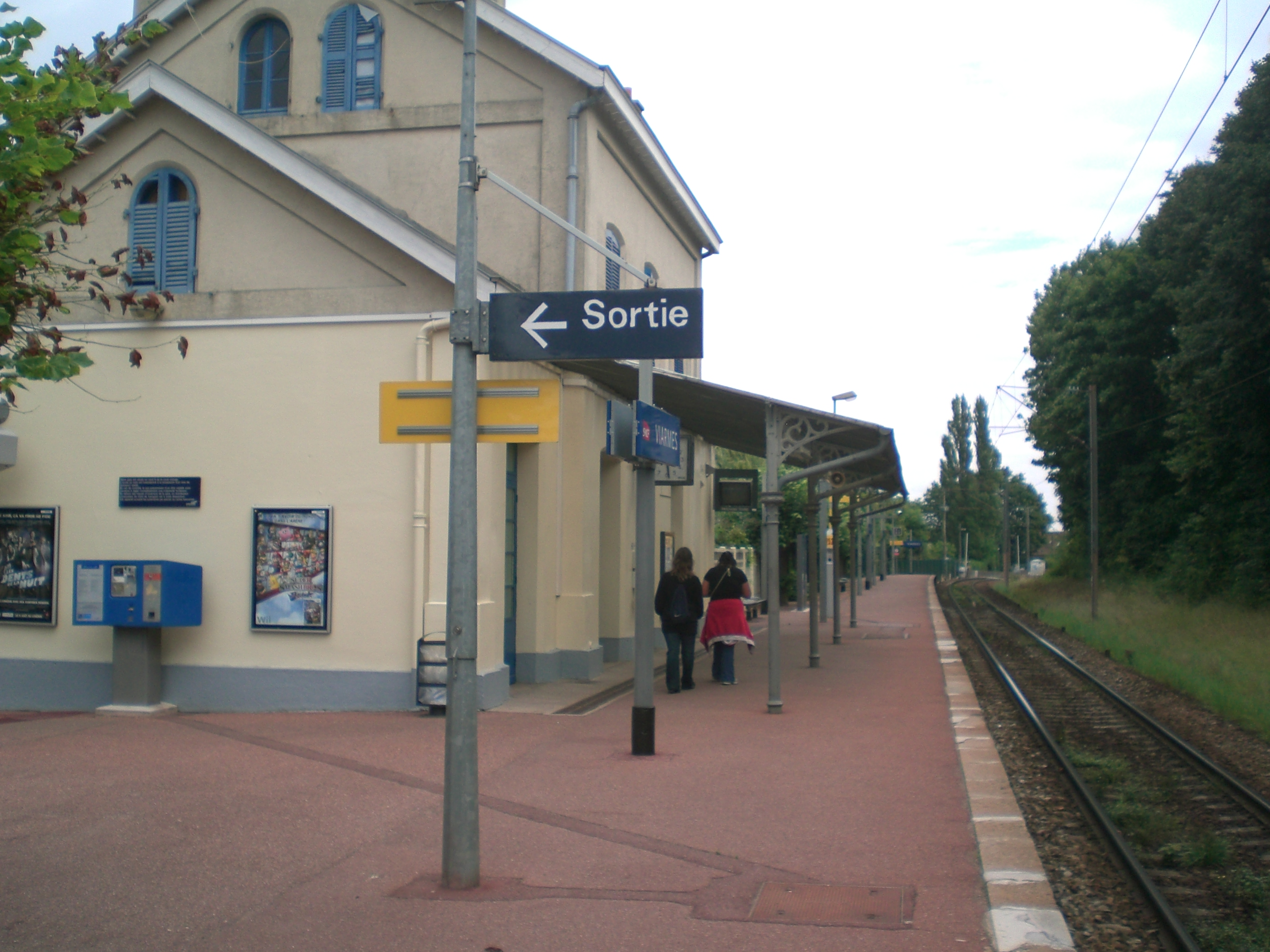
L'unique quai de la gare.

Gare SNCF du réseau « Transilien », elle dispose d'un bâtiment voyageurs (BV), ouvert du lundi au vendredi de 6 h 15 à 12 h 50, et fermé les dimanches et jours fériés.

### Desserte
La gare est desservie par des trains (presque tous omnibus) de la ligne H du Transilien (réseau Paris-Nord), à raison d'un train par heure dans chaque sens pendant les heures creuses, et de deux aux heures de pointe.
Le temps de trajet depuis Paris-Nord est, selon les trains, de 38 à 42 minutes.

### Intermodalité
La gare est desservie par les lignes 1304 et 1314 du réseau de bus Haut Val-d'Oise.

## Patrimoine ferroviaire
Le bâtiment voyageurs (BV), identique à celui de la gare de Belloy - Saint-Martin, correspond au plan-type standard de la Compagnie des chemins de fer du Nord pour les BV de petites gares. Les deux ailes, symétriques à l'origine, possèdent une seule travée et sa façade en pierres a été recouverte d'enduit.

## À la télévision
En 2000, la gare a été utilisée pour le tournage d'une scène de l'épisode Des cultures différentes de la série Joséphine, ange gardien, bien que, d'après l'immatriculation des véhicules routiers visibles dans ce téléfilm, l'action se déroule dans le département de la Creuse (23). Il s'agit de celle où Mathilde (Hélène de Saint-Père) veut quitter la vie à la ferme ; cependant, l'arrivée du train est rendue impossible à la suite d'une rupture de caténaire sur la ligne — dont la durée de réparation, communiquée au chef de gare, est de « trois jours » —, qui semble avoir été déclenchée par la magie de Joséphine Delamarre (Mimie Mathy).